# Christiaan Maria Dewald
Christiaan Maria Dewald (Scheveningen, 15 juni 1868 - Den Haag, 22 februari 1923) was een Nederlands fotograaf.

## Leven en werk
Dewald was een zoon van onderwijzer Petrus Hendrik Dewald en Christina van Bueren. Vanaf 1890 werkte hij samen met Willem Frederik Vinkenbos onder de naam 'Vinkenbos & Dewald', later werkte hij zelfstandig onder de naam 'Atelier C.M. Dewald'. Hij behoorde, net als onder anderen Sigmund Löw, tot de generatie fotografen die afstapten van het traditionele studioportret. Hij zocht de mensen op in hun eigen woon- of werkomgeving. Hij maakte portretten van kunstenaars in hun atelier. Dewald publiceerde ook over fotografie.

## Publicaties
- "Eerste lustrum van den Nederlandschen Fotografen Kunstkring", in Fotografisch Maandschrift 2 (1906-1907), pp. 158-167.
- De Auteurswet voor den fotograaf, Nijmegen [etc.] z.j. [1913].
- "Het nut van vereenigingen en de resultaten daarvan voor den “N.F.K.”", in Lux. Foto-Tijdschrift 27 (1916), pp. 360-362, 381-385.
- "1902-1922. Het twintigjarig bestaan van den “Nederlandsche Fotografen-Kunstkring”", in Lux. Foto-Tijdschrift 33 (1922), pp. 285-292, 309-316.

## Foto's

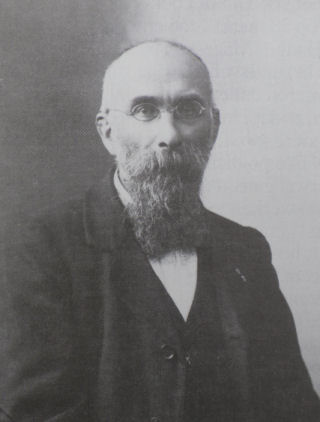
A.J. Servaas van Rooijen (1902)
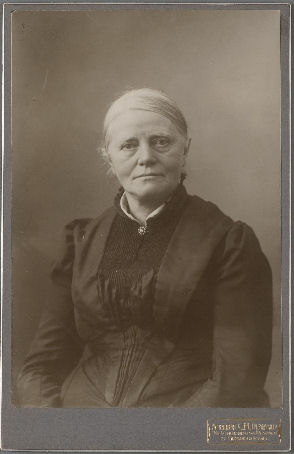
Sientje Mesdag-van Houten
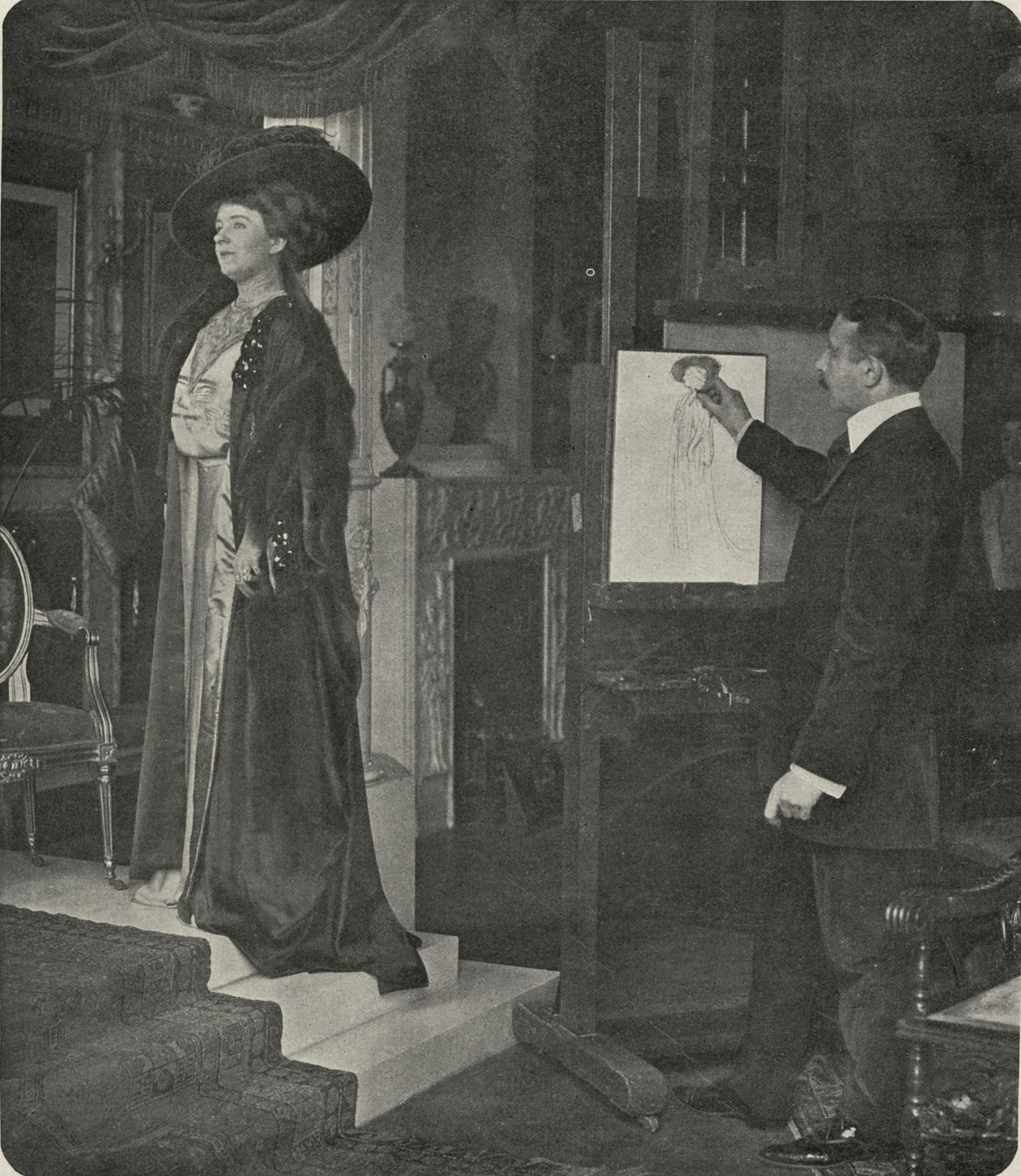
schilder Antoon van Welie portretteert zangeres Alys Lorraine (1909)
Marie Jungius en een clubje van de Nederlandschen Kinderbond